# Doorgangsdissonant
Een doorgangsdissonant is een dissonant tussen twee consonanten naast elkaar, elk één diatonische stap ervandaan, de één een stap hoger, de ander een stap lager. Doorgangsdissonanten spelen een rol in de contrapuntleer, vanaf de tweede soort, 2 tegen 1, en zijn sinds de 15e eeuw een onderdeel van de klassieke muziek.